# Simbiosi (Star Trek: La nova generació)
"Simbiosi" (títol original en anglès "Symbiosis") és el vint-i-dosè episodi de la primera temporada de la sèrie de televisió de ciència-ficció estatunidenca Star Trek: La nova generació, es va emetre originalment el 18 d'abril de 1988, en redifusió als Estats Units. L'episodi va ser escrit per Robert Lewin, Richard Manning i Hans Beimler, basat en una història de Lewin, i l'episodi va ser dirigit per Win Phelps.
Ambientada al segle XXIV, la sèrie segueix les aventures de la tripulació de la nau de la Flota Estel·lar de la Federació Enterprise-D. En aquest episodi, Picard intenta mediar una disputa comercial entre dos planetes veïns, un dels quals és l'únic proveïdor d'un medicament per tractar la malaltia aparentment mortal de l'altre, només per descobrir que hi ha una relació molt més sinistra en la que ell no pot interferir.
L'episodi va ser escrit després que el productor executiu Maurice Hurley treballés a Miami Vice, a la qual va acreditar com a resultat el tema del tràfic de drogues a l'episodi. El repartiment convidat incloïa Judson Scott i Merritt Butrick que havien aparegut tots dos a Star Trek 2: La còlera del Khan (1982). L'episodi va rebre ressenyes mixtes amb crítiques dirigides al tema i la naturalesa poc subtil de la presentació.

## Argument
L'Enterprise intenta rescatar la nau de càrrega Sanction, que ha estat inhabilitada pel camp magnètic d'una estrella i està a punt de xocar amb un planeta. S'arriba a un acord per a transportar a bord la tripulació de la nau de càrrega, però sorprenentment envien primer barrils de càrrega. La tripulació de l' Enterprise intenta transportar la tripulació de la nau de càrrega, però només aconsegueix recuperar-ne quatre abans que la seva nau sigui destruïda. Dos, T'Jon (Merritt Butrick) i Romas (Richard Lineback), estan desgavellats i sense afaitar, mentre que els altres dos, Sobi (Judson Scott) i Langor (Kimberly Farr), estan ben cuidats i ben vestits. Tots mostren alleujament que els barrils  hagin arribat, i poc remordiment per la nau i els tripulants perduts. Els dos grups comencen a barallar-se per la propietat dels barrils mitjançant un atac de descàrrega elèctrica dels seus cossos i són escortats a la sala d'observació sota vigilància.
Les dues parelles provenen de planetes diferents dins del mateix sistema. S'explica que els barrils contenen felicium, un medicament per a una plaga que està assolant el planeta Ornara. La medicina es produeix al planeta Brekka però els ornarans són l'única raça del sistema amb mitjans de viatge espacial; les dues naus ornaranes restants es van construir fa molt de temps i comencen a fallar per l'ús excessiu i la manca de manteniment; els ornarans ja no saben reparar-los. El capità Jean-Luc Picard (Patrick Stewart) ofereix retornar-los cadascun a Ornara i proporcionar peces de recanvi per les naus de càrrega restants. Els brekkans, Sobi i Langor, argumenten que conserven la propietat del felicium, ja que els articles que els ornarans oferien en pagament es van perdre a bord de la nau de càrrega. T'Jon i Romas, d'Ornara, pateixen els efectes de la plaga i són enviats a una infermeria on la doctora Beverly Crusher (Gates McFadden) no pot trobar cap raó per als seus símptomes.
En un gest de bona voluntat després de l'exigència de compassió de Crusher, els brekkans ofereixen dues dosis de felicium per a les necessitats immediates de T'Jon i Romas. Langor explica que tota l'economia i la indústria de Brekkan es dediquen a produir la medicina per a Ornara, els habitants de la qual proporcionen a Brekka les necessitats de la vida diària a canvi. Després que T'Jon i Romas prenguin les seves dosis, la Dra. Crusher s'adona que el felicium és en realitat un narcòtic altament addictiu, i la plaga mateixa es va curar molt abans, de manera que els símptomes que es creu que s'atribueixen a la plaga són en realitat símptomes d'abstinència. Crusher vol oferir assistència per ajudar els ornarans a alliberar-se de la seva addicció però Picard adverteix que la Federació no pot intervenir a causa de la Primera Directiva. Més tard, ell i la Dra. Crusher interroguen als brekkans sols i confirmen que  coneixen la veritat sobre la plaga que s'eradica, la naturalesa addictiva de la medicina i estan explotant els ornarans perquè l'economia de Brekka col·lapsaria si els ornarans ja no necessitessin felicium.
L' Enterprise arriba a Ornara i Sobi i Langor s'han posat d'acord per lliurar el felicium als ornarans per al seu posterior pagament. Picard anuncia que, com que la Primera Directiva li impedeix interferir en les transaccions entre els dos planetes, també li impedeix proporcionar peces de recanvi per les naus de càrrega envellides. Sobi i Langor, T'Jon i Romas estan furiosos amb la decisió, ja que significa que el comerç entre Ornara i Brekka s'aturarà perquè les naus ja no poden fer els viatges sense les peces. Després que els quatre siguin transportats fora de l' Enterprise, Picard confia a la Dra. Crusher que, tot i que els ornarans poden patir símptomes d'abstinència a curt termini, aquesta serà una oportunitat per a les dues races d'avançar pel seu propi camí.

## Repartiment i doblatge al català
La sèrie va ser doblada al català pels estudis Tramontana (primera part) i Soundtrack (segona part) i emesa a TV3 l’any 1991. Els dobladors de l'episodi foren:
| Personatge      | Actor/actriu     | Veu en català   |
| --------------- | ---------------- | --------------- |
| Jean-Luc Picard | Patrick Stewart  | Joan Crosas     |
| William Riker   | Jonathan Frakes  | Antoni Forteza  |
| Data            | Brent Spinner    | Joaquim Sota    |
| Geordi La Forge | LeVar Burton     | Aleix Estadella |
| Worf            | Michael Dorn     | Enric Arquimbau |
| Beverly Crusher | Gates McFadden   | Pilar Rubiella  |
| Deanna Troi     | Marina Sirtis    | Alicia Laorden  |
| Tasha Yar       | Denise Crosby    | Teresa Manresa  |
| Wesley Crusher  | Will Wheaton     | Roger Pera      |
| Sobi            | Judson Scott     | Toni Moreno     |
| T'Jon           | Merritt Butrick  | Joan Pera       |
| Romas           | Richard Lineback | Joan Sanz       |
| Langor          | Kimberly Farr    | Mònica Padrós   |

## Producció
Jo n'assumo la culpa. Ho vaig posar per sobre de les objeccions de tothom. Estaven cridant al plató, els actors cridaven, vomitaven, xisclaven: "No podem fer això". Vaig dir: 'No, hi ha nens allà fora. Si anem a fer el missatge, fem el missatge.' Si ofen els adults o molesta alguns nens, doncs, per Déu, ho farem.
L'episodi va estar influenciat pel treball recent del coproductor executiu Maurice Hurley a Miami Vice, i tenia la intenció que l' Enterprise es trobés amb un tràfic de drogues en curs. Hurley també va ser responsable de la inserció d'un discurs sobre les drogues a l'estil "Just Say No" de Tasha Yar (Denise Crosby) a Wesley Crusher (Wil Wheaton), que va rebre objeccions del repartiment.
Les estrelles convidades d'aquest episodi incloïen dos que havien aparegut anteriorment a Star Trek 2: La còlera del Khan (1982), ja que Sobi i T'Jon van ser interpretats per Judson Scott i Merritt Butrick respectivament. Butrick també havia aparegut a Star Trek 3: A la recerca de Spock; en ambdues ocasions va retratar a David Marcus, el fill del capità James T. Kirk. Butrick, que patia VIH/SIDA, no es podia permetre una assegurança mèdica i se li va oferir el paper com a forma d'ajudar-lo. Va morir de sida menys d'un any després de filmar aquest episodi.
El director Win Phelps va recordar que hi havia nombrosos problemes de continuïtat durant el rodatge, amb les motivacions dels personatges canviant d'una escena a l'altra. A causa dels canvis en el guió, els actors sovint interpretaven escenes de les quals no havien vist el guió abans de la primera presa. "Simbiosi" es va rodar després de "Pell de diable", que va incloure la mort de Tasha Yar, convertint-se en l'últim episodi final filmat amb Denise Crosby com a Yar fins que va reaparèixer a "L'Enterprise del passat". Cap al final de l'episodi, quan Picard i Crusher abandonen el moll de càrrega, es pot veure a Crosby acomiadant-se de la càmera que hi ha darrere d'ells (marca de temps 42:15, és clarament visible per sobre de l'espatlla esquerra de Patrick Stewart mentre es tanquen les portes del moll). LeVar Burton més tard va utilitzar imatges darrere de les escenes d'aquest episodi en una funció del seu programa Reading Rainbow, a l'episodi "The Bionic Bunny Show".

## Recepció
"Simbiosi" es va emetre en redifusió durant la setmana que va començar el 22 d'abril de 1988. Va rebre una puntuació de Nielsen de 10,8, que reflecteix el percentatge de totes les llars que miraven l'episodi durant la seva franja horària. Aquesta va ser la valoració més alta rebuda per la sèrie des de l'emissió de "Una època massa curta" abans. Les qualificacions rebudes per "Simbiosi" no van ser superades fins al primer episodi de la segona temporada, "El nen".
"Simbiosi" es va emetre primer en redifusió als Estats Units el 18 d'abril de 1988. Diversos crítics van tornar a veure l'episodi després del final de la sèrie. Zack Handlen va ressenyar l'episodi de The A.V. Club el maig de 2010. Va pensar que l'ús de l'al·legoria sobre el consum de drogues podria haver-se millorat, però va elogiar l'actuació de Patrick Stewart i va donar a l'episodi una nota global de B. Keith DeCandido va veure l'episodi per a Tor.com i el va descriure com l'episodi menys subtil basat en "missatges" des de l'episodi "Que aquest sigui el vostre últim camp de batalla" de La sèrie original". Ha criticat els poders elèctrics de les dues espècies alienígenes, dient que no han afegit res a la trama. Va donar a l'episodi una puntuació de quatre sobre deu.
James Hunt, del lloc web Den of Geek, va dir que "Aquest és un d'aquests episodis que exemplifica tot el que és horrible sobre Star Trek en general. No estic parlant dels valors de producció dubtosos de la primera temporada (que, per ser justos, són considerablement més igualats que quan va començar la sèrie), sinó del propi teixit de l'episodi." Michelle Erica Green per TrekNation va pensar que l'episodi podria haver estat millor si el repartiment convidat hagués estat millor. Va pensar que l'episodi va caure en diversos errors d'escriptura de la primera temporada de TNG, com ara les declaracions de Deanna Troi trencant la tensió creixent, la tripulació no va fer tasques bastant senzilles com separar els alienígenes en disputa i William Riker sent ostatge per segona vegada en episodis successius.

## Seqüela d'episodi
A l'episodi "Trusted Sources" de Star Trek: Lower Decks, els planetes d'aquest episodi van ser visitats 17 anys després pel USS Cerritos com a part del Projecte Swing By sota el comandament de la capità Carol Freeman. En ser informafs de les accions de Picard, la capità Carol Freeman va desaprovar enèrgicament la idea de sotmetre tota una civilització a una massa sobtada síndrome d'abstinència sense avís ni ajuda. En aterrar, l'equip visitant es va assabentar que tot i que el planeta va suportar un període ardu, finalment es va recuperar amb un recent enfocament en la salut personal i la forma física. Tanmateix, mentre la civilització al principi va agrair que Picard els alliberés de la seva explotació, els seus mètodes van refredar permanentment les relacions amb la Federació Unida de Planetes. En visitar Brekka, la tripulació es va assabentar amb alarma que el planeta va ser envaït per l'hostil Breen que després va atacar l'USS Cerritos.

## Estrena en mitjans domèstics
"Simbiosi" es va llançar per primer cop en videocasset VHS als Estats Units i el Canadà el 26 de maig de 1993. L'episodi es va incloure a la caixa del DVD de la primera temporada de Star Trek: La nova generació, llançada el març de 2002, Va ser inclòs com a part de la primera temporada en Blu-ray el 24 de juliol de 2012.